# Красный Ключ (Шигонский район)
Кра́сный Ключ (чув. Кӑнай) — посёлок в Шигонском районе Самарской области. Входит в состав сельского поселения Бичевная.

## География
Посёлок находится на расстоянии примерно 10 км (по прямой) к северо-западу от села Шигоны, административного центра района.

### Часовой пояс
Посёлок Красный Ключ, как и вся Самарская область, находится в часовой зоне МСК+1. Смещение применяемого времени относительно UTC составляет +4:00.

## Население
| 2010 |
| ---- |
| 42   |

### Национальный состав
Согласно результатам переписи 2002 года, в национальной структуре населения чуваши составляли 91 % из 44 чел.